# Susana Zapke

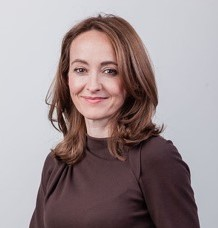
Susana Zapke (2015)

Susana Zapke (* 1965 in Irún, Provinz Gipuzkoa, Autonome Gemeinschaft Baskenland) ist eine deutsch-spanische Musikwissenschaftlerin und Professorin für Historische Musikwissenschaft an der Musik und Kunst Privatuniversität der Stadt Wien.

## Leben und Wirken
Susana Zapke studierte Klavier am Conservatorio Superior de Música in San Sebastián und an der Hochschule für Musik Freiburg und Kontrabass an der École Nationale de Musique in Bayonne. Es folgte das Studium der Musik- und Literaturwissenschaft an der Albert-Ludwigs-Universität Freiburg und an der Universität zu Köln. An der Universität Hamburg wurde sie 1993 promoviert. Im Jahr 2009 habilitierte sie sich an der Universität Salzburg. Sie erhielt mehrere Stipendien und Forschungsstipendien für Forschungsprojekte im In- und Ausland.
Zapke hatte Lehraufträge u. a. an der Universität Köln, der Universität Salzburg, der Universität Salamanca (Associated Professor) und der Musikhochschule Wien inne. Zudem hielt sie Seminare und Vorträge unter anderem an der Universität Stuttgart und der Oxford University.
Seit 2009 lehrt sie als Professorin für Historische Musikwissenschaft an der Musik und Kunst Privatuniversität der Stadt Wien (MUK), wo sie in den Jahren 2010 bis 2013 zudem den Studiengang Master of Arts Education leitete und von 2011 bis 2013 das Master of Social Design in Kooperation mit der Universität für Angewandte Kunst Wien mitkonzipierte und -leitete. Von 2014 bis 2018 war sie außerdem Prorektorin der MUK und von 2015 bis 2019 Vorstand des neu gegründeten Instituts für Wissenschaft und Forschung (IWF).
Von 2000 bis 2002 war Zapke im diplomatischen Dienst als Direktorin des Spanischen Kulturinstituts Instituto Cervantes in Bremen und anschließend bis 2004 als Direktorin der Goethe-Stiftung beim Goethe-Institut in Madrid tätig.
Zapke ist u. a. im Advisory Board des internationalen interuniversitären Netzwerkes mit der Publikationsreihe Urban Music Studies – Intellect books (Leuphana Universität Lüneburg / Bristol), im Advisory Board der Publikationsreihe Elements in Music and The City (Cambridge University Press), Mitglied des Journal for Artistic Research, Mitglied der Österreichischen Gesellschaft für Wissenschaftsgeschichte und Mitglied des Vereins für Geschichte der Stadt Wien.

## Forschungsschwerpunkte
Zu Zapkes Forschungsschwerpunkten gehören neben der musikalischen Mediävistik (Karolingische Renaissance und westgotischer Ritus, 9.–12. Jh.; Wien 14.–15. Jahrhundert), die Notationsgeschichte (9.–20. Jahrhundert), die intellektuellen Referenzsysteme des Fin de siècle und der Wiener Moderne (Zweite Wiener Schule, u. a. Gustav Mahler) sowie die Musik im urbanen Raum (Bespielung und Transformation urbaner Räume, Klanglandschaften und ihre sozio-politischen Implikationen, Raumpolitik und Stadtimages).
Von 2003 bis 2008 wirkte sie als Senior Researcher an der BBVA Cultural-Foundation in Madrid, wo sie das Forschungsprojekt Hispania Vetus. Musical-Liturgical Manuscripts. From Visigothic Origins to the Franco-Roman Transition (9th–12th Centuries) leitete. Von 2009 bis 2012 war sie Mitarbeiterin der Österreichischen Akademie der Wissenschaften an der Kommission für Musikforschung mit dem Forschungsprojekt „Urbane Musik und Stadtdesign zur Zeit der frühen Habsburger. Wien im 14.–15. Jahrhundert“. Zudem befasste sie sich mit der Geschichte der Musikschule der Stadt Wien in der Zeit des Nationalsozialismus in Österreich.

## Mitarbeit an Ausstellungen (Auswahl)
Zapkte wirkte bei mehreren Ausstellungen als wissenschaftliche Beirätin und/oder als Kuratorin:
- 2000: Bilbao-Bremen. „Metamorphosen einer Stadt“, Bremen[3]
- 2001: Hispania Vetus. Denkmäler spanischer Musik des 10.–17. Jahrhunderts, Bremen[13]
- 2008: Schönberg, Strindberg, Munch, Wien (als Wissenschaftliche Beirätin)[3]
- 2010: Notation. Die Absicht, den musikalischen Einfall aufzuschreiben, im Rahmen des Festivals Wien Modern (als Kuratorin)[14]
- 2020: Mythos Ludwig Van, Kaiserhaus Baden (als Wissenschaftliche Beirätin)[3]

## Schriften (Auswahl)

### Monografien
- El Antifonario de San Juan de la Pena (siglos X-XI). Estudio litúrgico-musical del rito hispano. Institución Fernando el Católico, Zaragoza 1995, ISBN 978-84-7820-252-2.
- Das Antiphonar von Sta. Cruz de la Serós (12. Jh.). Zugl. Dissertation,  Ars Una, Neuried 1996, ISBN 3-89391-851-5.
- als Hrsg. und Hauptautorin: Hispania Vetus. Musical-Liturgical Manuscripts: From Visigothic Origins to the Franco-Roman Transition, 9th–12th Centuries. Fundación BBVA, Bilbao 2007, ISBN 978-84-96515-50-5.
- als Hrsg. mit Stefan Schmidl: Partituren der Städte. Urbanes Bewusstsein und künstlerischer Ausdruck. Transcript Verlag, Edition Urban Studies, Serie Urbane Polyphonie, Bielefeld 2015, ISBN 978-3-8376-2577-6.
- als Hrsg.: Urbane Polyphonie. Lebens(t)raum Stadt. Schriftenreihe für Ökologie und Ethologie 42, Facultas Verlag, Wien 2018, ISBN 978-3-7089-1249-3.
- mit Werner Telesko, Stefan Schmidl: Beethoven Visuell. Der Komponist im Spiegel bildlicher Vorstellungswelten. Hollitzer, Wien 2020, ISBN 978-3-99012-790-2.
- als Hrsg.: Notation. Imagination und Übersetzung. Hollitzer, Wien 2020, ISBN 978-3-99012-858-9.
- als Hrsg. mit Oliver Rathkolb, Michael Wladika et al: Die Musikschule der Stadt Wien im Nationalsozialismus. Eine „ideologische Lehr- und Lerngemeinschaft“. Hollitzer, Wien 2020, ISBN 978-3-99012-840-4.
- mit Birgit Lodes, Melanie Unseld: Wer war Ludwig van? Drei Denkanstöße. Picus Verlag, Wien 2020, ISBN 978-3-7117-3017-6.
- als Hrsg. mit Elisabeth Gruber: A Companion to Medieval Vienna. Brill’s Companions to European History 25. Brill, Leiden 2021, ISBN 978-90-04-39575-6.
- mit Wolfgang Fichna: Die Musik des Wiener Praters. Eine liederliche Träumerei. Unbekannte Lieder aus zwei Jahrhunderten. Hollitzer, Wien 2023, ISBN 978-3-99094-088-4.

### Beiträge und Artikel
- Der gedruckte Geist. Ein Beitrag zum intellektuellen Referenzsystem der Wiener Schule. In: Christian Meyer (Hrsg.): Strindberg, Schönberg, Munch. Nordische Moderne in Schönbergs Wien um 1900. Hrsg. Arnold Schönberg Center. Wien 2008, ISBN 978-3-902012-11-0, S. 75–113.
- Musikalische Bildungs- und Ausbildungsprofile im Wissensraum Wien, 15. Jahrhundert. In: Alexander Rausch, Björn Tammen (Hrsg.): Musikalische Repertoires in Zentraleuropa (1420– 1450). Prozesse & Praktiken. Böhlau Verlag, Wien 2014, ISBN 978-3-205-79562-9, S. 347–375.
- Zur sanften Gewalt von Prozessionen und Kunstparaden im Wiener Stadtraum – Die Stadt als Bühne. In: Elisabeth Gruber, Andreas Weigl (Hrsg.): Stadt und Gewalt (= Mitteilungen des Instituts für österreichische Geschichtsforschung). Wien 2016, S. 87–108.
- Bücherverzeichnisse als Abbild städtischer Beziehungsgeflechte. In: Elisabeth Gruber, Christina Lutter, Oliver Schmitt (Hrsg.): Kulturgeschichte der Überlieferung im Mittelalter. Quellen und Methoden zur Geschichte Mittel- und Südosteuropas. Wien 2017, S. 405–411.
- Musik. In: Jan-Hendryk de Boer, Marian Füssel, Maximilian Schuh (Hrsg.): Universitäre Gelehrtenkultur vom 13.-16. Jahrhundert. Ein interdisziplinäres Quellen- und Methodenhandbuch. Göttingen 2017, S. 491–509.
- Beethoven und die Unterdrückten. Revolutionäre Kunst und Kunstpolitik der ersten Republik. In: William Kinderman (Hrsg.): Utopische Visionen und visionäre Kunst: Beethovens 'Geistiges Reich' Revisited. Wien 2017, ISBN 978-3-85450-117-6, S. 154–175.
- Rotes Wien. Zur Musik der Proletarier. In: Urbane Polyphonie. Lebens(t)raum Stadt Wien. Hrsg. von Susana Zapke. Facultas Verlag, Wien 2018, ISBN 978-3-7089-1249-3, S. 63–74.
- Im Epizentrum der Nation. Die Staatsoper als Projektionsfläche und Katalysator der Nachkriegszeitdebatten. In: Dominique Meyer, Oliver Rathkolb, Andreas Lang, Oliver Lang (Hrsg.): Geschichte der Oper in Wien. Band II: Von 1869 bis zur Gegenwart (hrsg. von B. Boisits et al.), Wien/Graz 2019, S. 242–255.